# Andasibe (Moramanga)
Pour les articles homonymes, voir Andasibe.
Andasibe est une commune rurale malgache située dans le district de Moramanga de la partie sud-est de la région d'Alaotra-Mangoro.

## Géographie

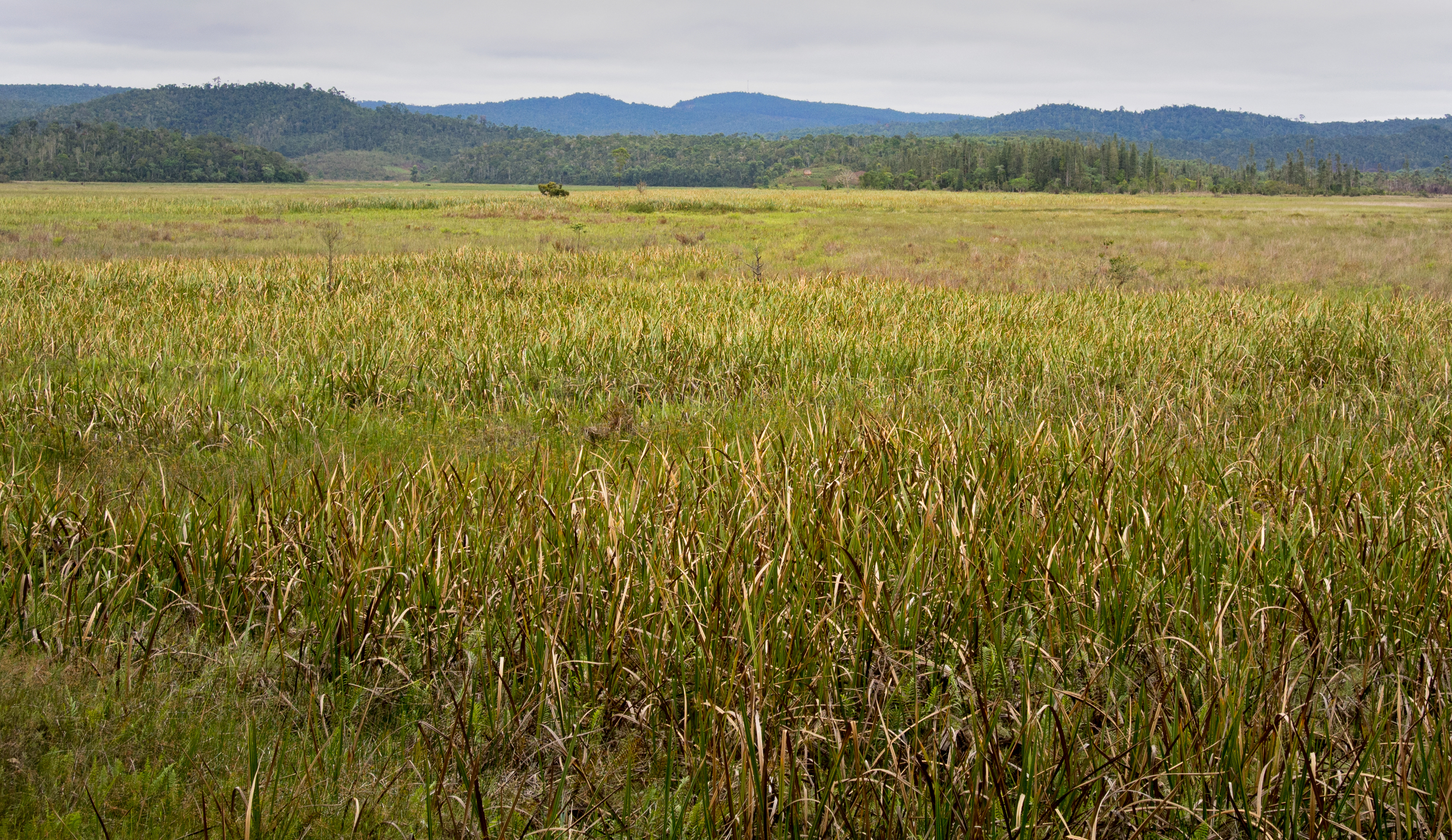
Marais de Torotorofotsy.

À proximité d'Andasibe se trouvent la réserve spéciale d'Analamazoatra et le parc national d'Andasibe-Mantadia.